# 嬌德
嬌德（英語：Jord、Jörð），在北歐神話中，象徵「大地」或是「地球」的女神。在北歐的古詩中，嬌德被視為挪威的國土象徵，她的頭髮化作松樹森林。
嬌德是夜之女神—諾特（Nott）和她的第二任丈夫安那爾（Annar）的女兒。也有人說安那爾是奧丁的另一名字，而嬌德是奧丁和諾特女神的女兒。
嬌德也是奧丁（Odin）的妻子，她和奧丁的兒子據說就是雷神索爾（Thor）。
亦也有人說，嬌德是女神弗麗嘉（Frigg）的另一個名字。